# روبرت فرنانديز
روبرت فرنانديز (Roberto Fernández) (مواليد 9 يوليو 1954) هو لاعب كرة قدم. يلعب مع منتخب باراغواي لكرة القدم. سبق له أن لعب في كأس العالم لكرة القدم مع منتخب بلاده.

## وصلات خارجية
- روبرت فرنانديز على موقع الاتحاد الدولي (مؤرشف)  (الإنجليزية)
- روبرت فرنانديز على موقع ناشيونال فوتبول تيمز (الإنجليزية)
- روبرت فرنانديز على موقع عالم كرة القدم.نت (الإنجليزية)